# Boogadaboogadaboogada!
Boogadaboogadaboogada! è il secondo album studio del gruppo punk statunitense Screeching Weasel, pubblicato nel 1988 da Lookout! Records.

## Tracce
Tutte le tracce scritte da Ben Weasel eccetto dove indicato.
1. Dingbat – 1:58
2. Love – 1:49
3. Zombie (Ben Weasel/John Jughead) – 1:36
4. This Ain't Hawaii – 1:52
5. We Skate (Weasel/Jughead) – 0:12
6. Police Insanity (Weasel/Fish) – 1:16
7. Stupid Over You – 2:08
8. Runaway (Del Shannon/Max Crook) – 0:33
9. I Hate Led Zeppelin – 1:06
10. My Right – 2:57
11. Nicarauga – 0:58
12. Sunshine – 2:43
13. I Wanna Be Naked – 1:43
14. Ashtray – 2:00
15. American Suicide – 1:13
16. Psychiatrist – 2:51
17. Mad at the Paper Boy – 0:47
18. I Love to Hate – 1:03
19. More Problems (Fish) – 1:18
20. Supermarket Fantasy – 1:30
21. Holy Hardcore (Weasel/Jughead) – 1:25
22. Professional Distribution (Weasel/Jughead) – 1:46
23. Used Cars – 0:46
24. Hunter (Fish) – 0:22
25. I Believe in UFOs – 3:16
26. Hey Suburbia (Weasel/Jughead) – 1:57

## Formazione[2]
- Ben Weasel - chitarra, voce, produttore, note
- John Jughead - chitarra, produttore, note
- Fish - basso
- Steve Cheese - batteria
- James M. Testa - note
- Mass Giorgini - mastering
- Phil Bonnet - ingegnere del suono
- Paul Russel - artwork